# IC 2370
IC 2370 је појединачна звијезда у сазвјежђу Рак која се налази на листи објеката дубоког неба у Индекс каталогу.
Деклинација објекта је + 19° 38' 18" а ректасцензија 8h 26m 22,8s.